# Oliver Cabrera
Oliver Michael Cabrera, född 24 maj 1963, är en legitimerad FIFA-agent. Cabrera driver bland annat den internationella spelaragenturen OML Sport & Marketing AB. Oliver Cabrera har studerat vid Handelshögskolan i Göteborg och satt 2001-2002 i styrelsen för Hammarby Fotboll. 2007, 2008 och 2013 tilldelades Oliver Cabrera av Fotboll&Pengar utmärkelsen 
"Årets agent inom svensk fotboll". Fotboll&Pengar är den ledande konferensen inom den nordiska fotbollsindustrin. Oliver Cabrera är partner i fastighetsbolag i Spanien och Ukraina. Han är också partner i bioteknikföretaget Premacure, som 2013 såldes till Shire, samt i energibolaget Free Energy Ltd, med säte i Kiev, Ukraina. Free Energy Ltd är verksamt inom vattenkraft och solenergi.